# Poslední pokušení Krista
Poslední pokušení Krista (v anglickém originále The Last Temptation of Christ) je kanadsko-americký film z roku 1988, který natočil režisér Martin Scorsese podle scénáře Paula Schradera. Inspirován byl stejnojmennou knihou od Nikose Kazantzakise. Autorem hudby k filmu je Peter Gabriel. Premiéra filmu proběhla 12. srpna 1988. V září toho roku byl uveden na Benátském filmovém festivalu. V reakci na jeho uvedení zde zakázal režisér Franco Zeffirelli promítání svého snímku Mladý Toscanini. Když byl v říjnu promítán v pařížském kině Espace Saint-Michel, sál byl zapálen. V několika zemích byl snímek řadu let zakázán.

## Obsazení
| Willem Dafoe       | Ježíš Nazaretský  |
| Harvey Keitel      | Jidáš Iškariotský |
| Barbara Hershey    | Marie Magdalena   |
| Harry Dean Stanton | Pavel z Tarsu     |
| David Bowie        | Pilát Pontský     |
| Verna Bloom        | Panna Maria       |
| Gary Basaraba      | Ondřej            |
| Irvin Kershner     | Zebedeus          |
| Victor Argo        | Petr              |
| Paul Herman        | Filip             |
| John Lurie         | Jakub Starší      |
| Michael Been       | Jan Evangelista   |
| Leo Burmester      | Bartoloměj        |
| André Gregory      | Jan Křtitel       |
| Tomas Arana        | Lazar z Betánie   |
| Martin Scorsese    | Izajáš            |
| Leo Marks          | Satan             |
| Alan Rosenberg     | Tomáš             |